# Yamaha VMax
 (octobre 2013).
Si vous disposez d'ouvrages ou d'articles de référence ou si vous connaissez des sites web de qualité traitant du thème abordé ici, merci de compléter l'article en donnant les références utiles à sa vérifiabilité et en les liant à la section « Notes et références ».
La VMax est un modèle de motocyclette, construite par la firme japonaise Yamaha.

## 1200 VMax
Dans les années 1980, Yamaha cherche des parts de marché aux États-Unis. La société engage alors John Reed, un Anglais expatrié en Californie, pour concevoir ce qu'elle appelle The Ultimate Custom Bike. Le studio GK Design International va alors concevoir une moto à mi-chemin entre dragster et custom sur base du moteur 4-cylindres en V 4-temps et de la partie-cycle d'une autre moto de la marque : la 1200 Venture.
La 1200 VMax est présentée en octobre 1984 à Las Vegas.
Les modèles vendus sur le sol américain possèdent un système appelé V-Boost, qui, à partir de 5 750 tr/min, ouvre progressivement des papillons de façon à alimenter chaque cylindre avec deux carburateurs. Cela permet de bénéficier à la fois de la souplesse de petits carburateurs, tout en ayant la puissance de gros. Le moteur gagne ainsi 10 % de puissance, celle-ci étant dès lors portée à 145 ch. Les papillons sont totalement ouverts à partir de 8 000 tr/min.
Pour satisfaire la législation française, le V-Boost est supprimé, les boisseaux des carburateurs sont bridés, les arbres à cames retaillés, et les sorties d'échappement réduites, pour abaisser la puissance maximale à 102 ch, puis à 95 ch à partir de 1991.
Le réservoir a une capacité de 15 litres dont 3 de réserve.
À l'origine, la VMax devait être distribuée uniquement sur les marchés américain et japonais. Mais l'importateur français, Jean-Claude Olivier convainquit les dirigeants de Yamaha de lui vendre une dizaine de VMax. Il eut l'idée de faire rouler ces motos pendant l'été sur un lieu très fréquenté : Saint-Tropez. Le coup de publicité est une réussite, les commandes affluent et la direction décide de distribuer la VMax en Europe en 1986.
Le préparateur suisse Egli distribuera lui aussi nombre de VMax en Europe sous l'appellation « Egli VMax ». Celles-ci étant destinées initialement au marché américain sont équipées du V-Boost et d'une puissance de 145 ch.
La 1200 VMax est restée au catalogue du constructeur pendant 21 ans ; pendant cette période, elle n'a reçu que très peu de modifications.
En 1985, Yamaha lance la V-Max sur le marché américain. La marque annonce le 400 m couvert en 11 s.
En 1986, Jean-Claude Olivier convainc Yamaha de lui vendre quelques VMax pour le marché européen. Celles-ci sont bridées à 104 ch, 11,48 m kg et ne sont pas équipées du V-Boost. Le modèle initial, livrable uniquement en teinte aubergine métallisée, arrive en concession au printemps 1986 et au prix de 56 000 francs.
En 1987, la jante avant à bâtons est remplacée par une jante disque.
En 1989, Yamaha présente une version Limited, munie de roues semi-lenticulaires en aluminium.
En 1990, la version Limited devient la version de série. L'allumage passe de 4 à 1 capteur grâce à un allumage digital électronique.
En 1991, pour satisfaire aux nouvelles normes anti-bruit, le système d'échappement est modifié pour passer de 83 à 81 dB. La puissance est ramenée à 95 ch à 8 000 tr/min (au lieu de 100 à 7 500), mais les arbres à cames sont modifiés pour obtenir plus de couple à bas régime (10,3 m kg à 3 000 tr/min au lieu des 10,9 à 6 000 de la version précédente).
En 1993, la tenue de route est améliorée. La fourche est remplacée par un modèle de 43 mm de diamètre au lieu de 40, les freins avant gagnent des étriers à 4 pistons et des disques flottants de 298 mm contre 282 précédemment. Elle est disponible en violet foncé. La monte d'origine se voit désormais confiée à Metzeler (aux dépens de Dunlop).
En 1996, apparaît la série Black Max (jantes noires, écopes deux tons, ligne d'échappement chromé noir). Le filtre à huile sous cloche classique est remplacé par un modèle de type automobile (contenance et type d'huile inchangés).
En 1998, la ligne d'échappement redevient finie en chromé poli.
En 1999, les versions Carbone sont proposées, avec habillage par film collé façon carbone d'abord partiel puis intégral à partir de 2000 et les clignotants arrière sont reculés, pour satisfaire la réglementation française. Les jantes redeviennent aluminium brossé.
Fin 2003, la VMax est retirée du catalogue français. Cent derniers modèles ont été attribués pour 2003 au marché français, deuxième mondial après les États-Unis, avec l'immatriculation faite d'avance par les concessionnaires pour contourner le problème imminent d'homologation ; la dernière VMax française, exposée chez un concessionnaire normand, sera vendue seulement fin mai 2004. La VMax reste produite et disponible aux États-Unis en diverses évolutions de détail (décoration, finition) jusqu'en 2007.

## 1700 VMax
La 1700 VMax est présentée le 4 juin 2008 en Espagne.
Les acheteurs doivent réserver leur machine via un site internet mis en place par le constructeur dès le 1er juillet 2008. Yamaha offre à tous les acheteurs une brochure de présentation, un DVD sur l'histoire de la VMax et une plaque personnalisée à fixer sur la moto.
1 500 machines étaient prévues pour l'Europe en 2009.
Le 3 octobre 2011, Yamaha rappelle les modèles VMax 1700 jusqu'à 2012 pour un défaut de pompe à huile. En France, 1 261 motos sont concernées, ce qui donne une bonne indication sur le nombre de 1700 vendues depuis sa création.
En 2014, la VMax réapparaît sur le marché français.